# Jyllinge Lystbådehavn
Jyllinge Lystbådehavn er en lystbådehavn beliggende i Jyllinge, ud til Roskilde Fjord, er den største af 3 havne i byen.
Der er 400 bådpladser, havnekontor, Restaurant Jyllinge Marina og desuden har Jyllinge Sejlklub deres klubhus placeret på havnearealet. Indtil 31. januar 2011 havde det nu lukkede Elmar's Boat Supply også til huse på området
Havnen er medlem af frihavnsordningen, hvorved gæstesejlere fra andre medlemshavne kan besøge hinandens havne i op til tre døgn uden afgift. Jyllinge Lystbådehavn drives som et andelsselskab med begrænset ansvar.